# Chircăiești, Căușeni
Chircăiești este un sat din raionul Căușeni, Republica Moldova.

## Dicționarul Geografic al Basarabieide Zamfir Arbore
Chircăești, sat, în jud. Bender, așezat pe puntea unui deal din stânga râului Botna. Calea ferată Bender-Reni trece prin sat. Lângă sat se termină Valul-lui-Traian-de-sus. Face parte din volostea Varnița. Are 201 case, cu o populație de 1591 suflete, țărani români. La 1827, acest sat a fost locuit de 64 familii de moldoveni, cu 74 case, având prisăci vestite împrejur. Astăzi (începutul secolului al XX-lea) țăranii au sărăcit. În apropiere de sat sunt păduri, care aparțin statului, iar țăranii au 99 desetine pădure.

## Demografie

### Structura etnică
Structura etnică a localității conform recensământului populației din 2004:
| Grup etnic                                               | Populație | % Procentaj  |
| -------------------------------------------------------- | --------- | ------------ |
| Băștinași declarați Moldoveni Băștinași declarați Români | 3422 55   | 97,13% 1,56% |
| Ruși                                                     | 25        | 0,71%        |
| Ucraineni                                                | 8         | 0,23%        |
| Găgăuzi                                                  | 4         | 0,11%        |
| Bulgari                                                  | 3         | 0,09%        |
| Alții                                                    | 6         | 0,17%        |
| Total                                                    | 3523      |              |

## Administrație și politică
Componența Consiliului local Chircăiești (11 consilieri), ales la 5 noiembrie 2023, este următoarea:
|  | Partid                                       | Consilieri | Componență | Componență | Componență | Componență | Componență | Componență |
|  | -------------------------------------------- | ---------- | ---------- | ---------- | ---------- | ---------- | ---------- | ---------- |
|  | Partidul Acțiune și Solidaritate             | 6          |            |            |            |            |            |            |
|  | Partidul Socialiștilor din Republica Moldova | 2          |            |            |            |            |            |            |
|  | Platforma Demnitate și Adevăr                | 2          |            |            |            |            |            |            |
|  | Partidul Social Democrat European            | 1          |            |            |            |            |            |            |

## Personalități născute aici
- Daniela Cociu (n. 2000), canoistă olimpică.